# Bobsleigh aux Jeux olympiques de 1928
Pour des articles plus généraux, voir Bobsleigh aux Jeux olympiques et Jeux olympiques d'hiver de 1928.
Navigation
Chamonix 1924 Lake Placid 1932
Bobsleigh aux Jeux olympiques de 1928.
L'épreuve fut disputée par 23 équipages originaires de 14 pays. Les Américains remportèrent le titre olympique, emmenés par le jeune William Fiske, âgé de seulement 16 ans.

## Podium
| Épreuves   | Or                                                                            | Argent                                                                     | Bronze                                                                       |
| ---------- | ----------------------------------------------------------------------------- | -------------------------------------------------------------------------- | ---------------------------------------------------------------------------- |
| Bob à cinq | États-Unis Billy Fiske Nion Tucker Geoffrey Mason Clifford Gray Richard Parke | États-Unis Jennison Heaton David Granger Lyman Hine Thomas Doe Jay O'Brien | Allemagne Hanns Kilian Valentin Krempl Hans Hess Sebastian Huber Hanns Nägle |

## Autres équipes
L'équipage belge n° 1 en bob à 4/5, avec Ernest Casimir-Lambert, Marcel Sedille-Courbon, Léon Tom, Max Houben et Walter Jean Ganshof van der Meersch, se classe à la sixième place.